# Abraham de Bruyn
Pour les articles homonymes, voir De Bruyn.
Abraham de Bruyn (né à Anvers entre 1538 et 1540 et mort  en 1587 probablement à Cologne) est un peintre, graveur et éditeur d’estampes brabançon.  
Il est classé parmi les petits maîtres, car ses œuvres sont généralement de très petite taille.

## Biographie
Abraham de Bruyn est membre d'une famille de peintres et graveurs ; il est fils du peintre Artus de Bruyn,  frère de Niclaes de Bruyn (né vers 1533), et oncle de Nicolaes de Bruyn (né en 1570).
Il est actif à Anvers (1560-1570), Bréda (1570-1576), Cologne (1577-1587) et à nouveau à Anvers (1580-1581).
Il est mentionné comme maître dans la guilde en  1580 ; il est maître de Jan Londerseel. Le 12 juillet 1584, Nicolaes de Bruyn, un tailleur de diamants, et Abraham de Bruyn acquièrent une propriété ; en 1584 de Bruyn loue la maison de Blauwe Lelie de Jacques de la Choutiere.

## Œuvres

### Ensemble de costumes
L'œuvre la plus connue est un ensemble de cent planches intitulé Imperii ac sacerdotii ornatus, diversarum item gentium peculiaris vestitus, imprimé en 1578 à Köln sur une commande de l'archévèque Gebhard Truchsess von Waldburg. Réédité, avec quelques planches supplmentaires,et intutulé Omnium pene Europae, Asiae, Aphricae atque Americae Gentium Habitus en 1581.

### Divers thèmes
- Moïse et le buisson ardent.
- Quatre planches des Évangélistes. 1578.
- Le Christ et la bonne Samaritaine.
- Un philosophe.
- Les sept planètes. 1569.
- Une série d'uniformes de militaires polonais
- Trente-six planches de cavaliers, 1575.
- Une série de petites frises de Chasse et Pêche, 1565.
- Une série de douze planche d'Animaux, 1583.
- Une série d'Arabesque.
- Pyrame et Thisbé, d'après Frans Floris.
- La résurrection de Lazzare, d'après Crispin van den Broeck.

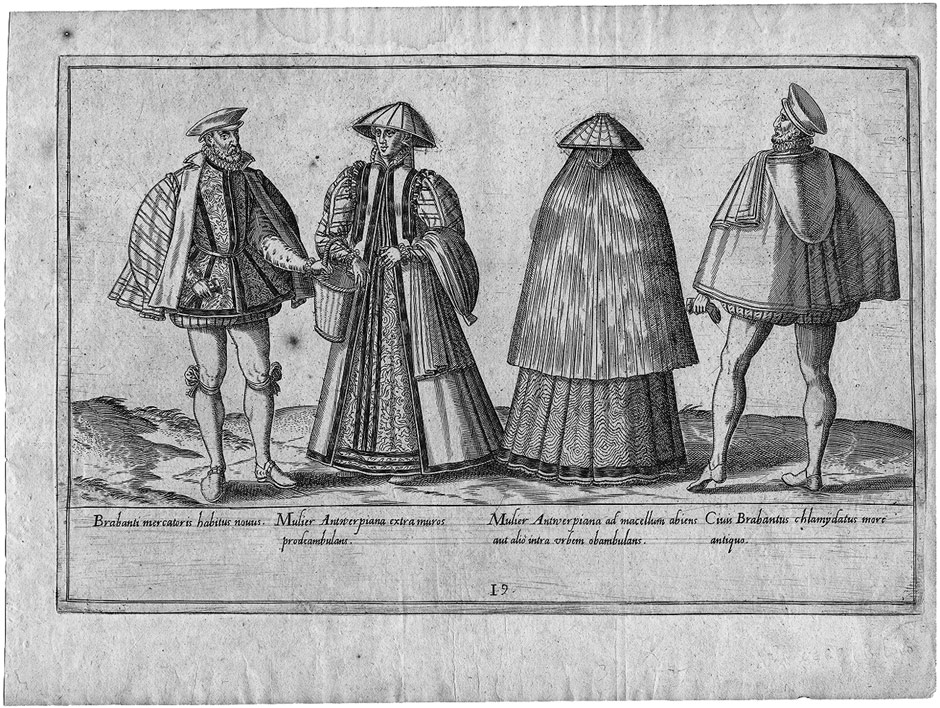
Vêtements du XVIe siècle de marchants du Brabant et d'Anvers, 1577.
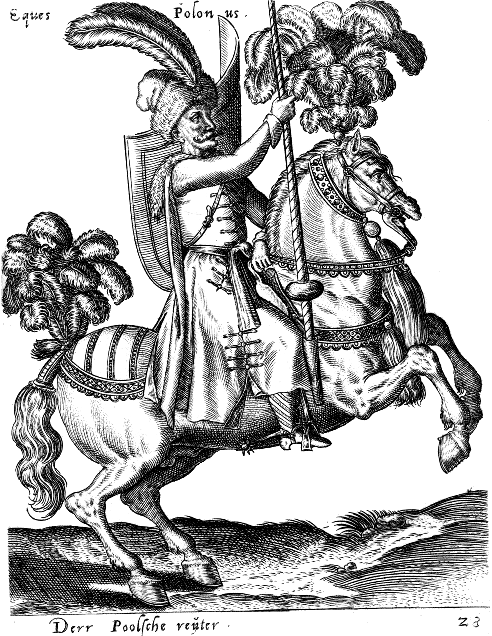
Militaire polonais.
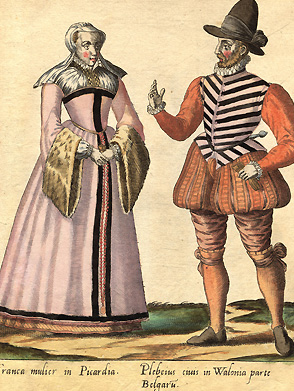
Détail de l'Omnium pene Europae.